# زبيدة بيكم
زُبَيْدَة بِيْگُم (بالفارسية: زبیده بیگم) (توفيت في 1632) هي أميرة صفوية وابنة الشاه عباس الأكبر وعمة الشاه صفي الصفوي.